# Proales ornata
Proales ornata är en hjuldjursart som beskrevs av Myers 1933. Proales ornata ingår i släktet Proales och familjen Proalidae. Inga underarter finns listade i Catalogue of Life.